# Svenska Skridsko-, Kälk- och Rullidrottsförbundet
Svenska Skridsko-, Kälk- och Rullidrottsförbundet, eller SweSports (till och med 2021 Svenska Skridskoförbundet), är ett specialidrottsförbund för skridsko-, kälk- och rullidrott. Det bildades som Svenska Skridskoförbundet 1904 och invaldes i Riksidrottsförbundet samma år. Förbundets kansli ligger i Idrottens hus i Stockholm.
Förbundet hade hand om konståkning fram till 1945, då Svenska Konståkningsförbundet bildades. Sedan 1993 har Svenska Skridsko-, Kälk- och Rullidrottsförbundet även hand om rullskridskor, sedan 2011 Roller Derby, sedan 2021 kälksport och sedan 2024 Inline hockey.
Svenska Skridsko-, Kälk- och Rullidrottsförbundet består av tolv olika idrotter som inom de tre idrottsområdena SweSkating, SweSliding och SweRolling (2024).

## SweSkating
- Long Track Speed Skating
- Short Track Speed Skating
- Långfärdsskridsko

## SweSliding
- Alpinrodel
- Banrodel
- Bob
- Naturrodel
- Sledcross
- Skeleton

## SweRolling
- Inline Speed Skating
- Roller Derby
- Inline hockey